# Анархизм в Швеции

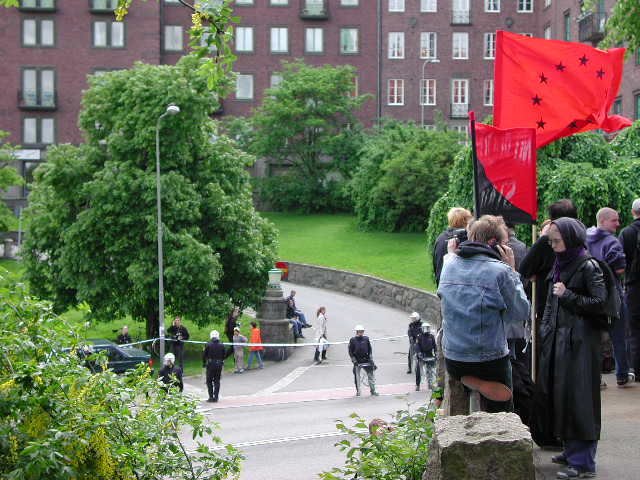
Анархисты занимают здание в Швеции

Михаил Бакунин сообщал о существовании анархизма в Швеции ещё в 1866 году. Как и движения в Германии и Нидерландах, шведский анархизм имел сильную синдикалистскую тенденцию. Одним из самых первых шведских анархистов был художник Иван Агуэли, который в 1884 году был арестован и осужден на «Суде тридцати» в Париже. 
Также были известны Антон Нильсон, Леон Ларссон, Аксель Хольмстрём, Альберт Йенсен и Хинке Бергегрен. Бергегрен редактировал и издавал девять выпусков еженедельного периодического издания «Under röd flagg» с марта по июнь 1891 года. В журнале, который имел анархо-коммунистическую редакционную направленность, публиковались отрывки из трудов выдающихся европейских интеллектуалов-анархистов Петра Кропоткина, Льва Толстого и Элизе Реклю.

## История и влияние

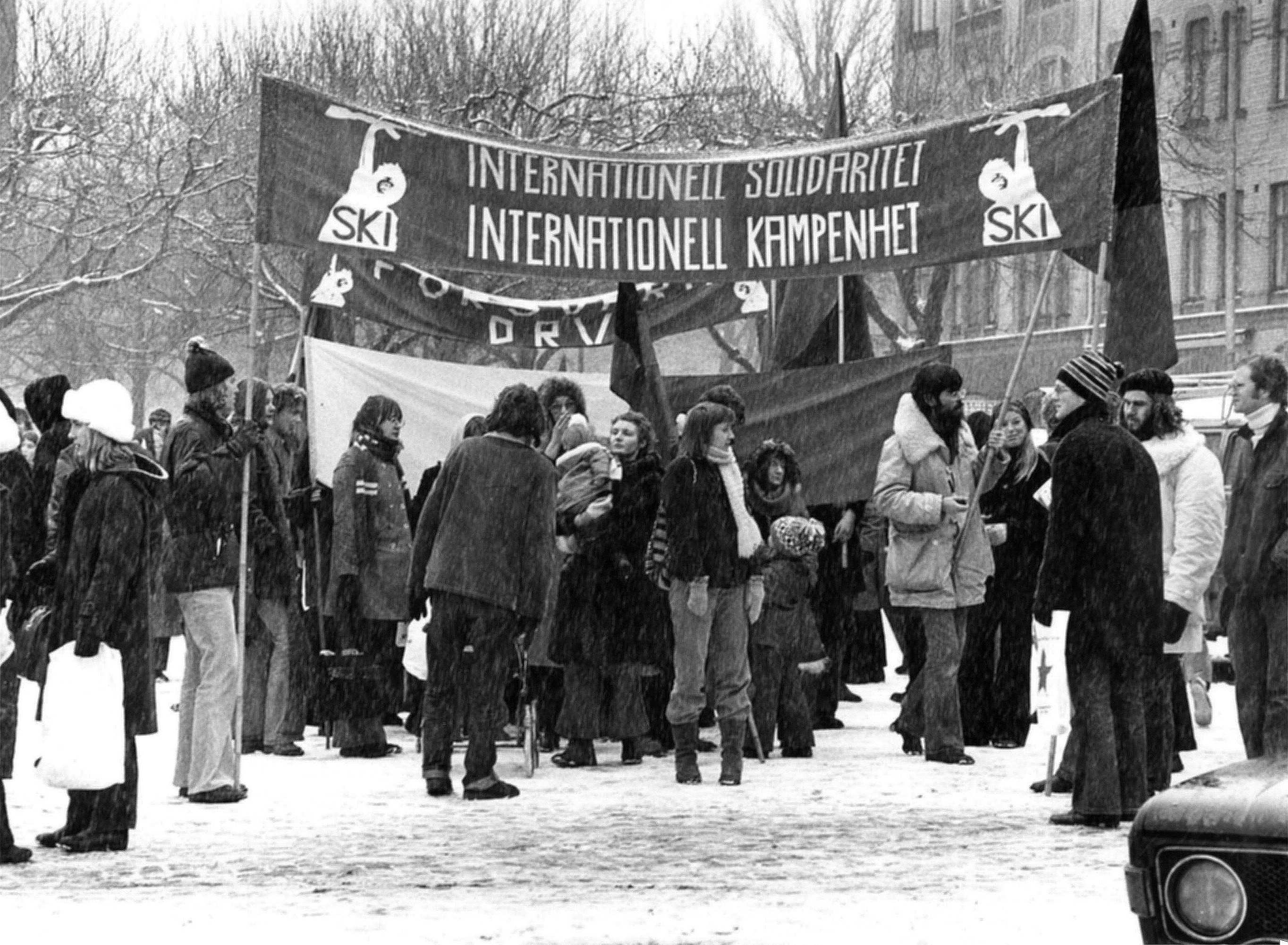
Анархистско-синдикалистская антивоенная демонстрация в Лунде, Швеция, между 1968 и 1970 годами

Анархистские идеи занимали видное место в Социал-демократической партии Швеции с момента ее основания в 1889 году до начала 1900-х годов. Бергегрен возглавлял анархистскую группу партии под названием Ungsocialisterna («Молодые социалисты»). Бергегрен и Ungsocialisterna были исключены из СДПШ в 1906—1908 гг., после чего создали Младосоциалистическую партию.
Невидимая партия была децентрализованной кампанией, основанной различными частями шведских внепарламентских левых, в частности, Шведской анархо-синдикалистской федерацией молодёжи. Целью кампании было привлечь внимание к реальной политике, происходящей на рабочих местах и на улицах, в отличие от парламентской политики Риксдагена. Кампания была «распущена» 16 сентября 2006 года.
Анархо-синдикалистский профсоюз, Sveriges Arbetares Centralorganisation, был основан в 1910 году.
Шведский журнал «Бранд» — старейший непрерывно издающийся анархистский журнал. Издается с 1898 года.
Многие шведские анархисты присоединились к CNT-FAI и сражались с ними во время Испанской революции 1936—1939 годов. Среди них Ниссе Лэтт и Аксель Эстерберг, позднее опубликовавшие репортажи очевидцев из Испании.
Известный писатель Стиг Дагерман всю жизнь оставался анархистом. Лундская анархистская группа была небольшим анархистским движением в Лунде, образовавшимся после протестов 1968 года.
Одной из многих мелких анархистских групп является «Армия педиков», левая квир-анархисткая группа, которая начала свою первую акцию 18 августа 2014 года, когда она набросилась с тортом на министра здравоохранения и социальных дел, лидера христианских демократов Гёрана Хегглунда.